# Chacana
Cet article concerne la croix andine. Pour le volcan, voir Chacana (volcan).

Chacana.

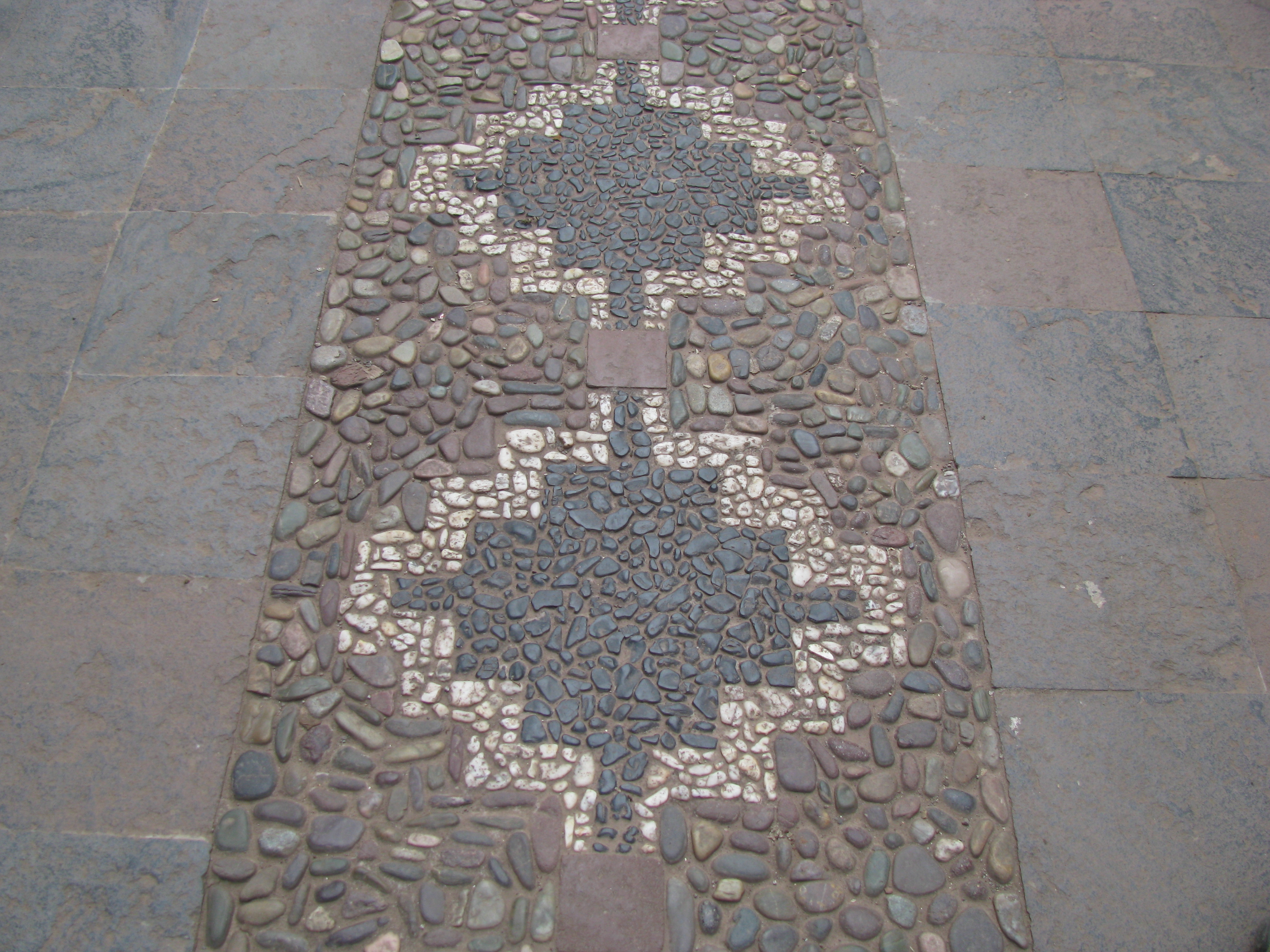
Motif de pavement.

La chacana (en quechua : tawa chakana, « quatre escaliers »), croix carrée ou croix andine, est un symbole millénaire originaire du Pérou.

## La chacana
La chacana ou croix andine (en espagnol : cruz andina) est un symbole récurrent dans les cultures de l'ancienne Bolivie, et par la suite, des territoires de l'Empire inca. Sa forme est celle d'une croix carrée et échelonnée, avec douze pointes. 
On rencontre des chacanas dans diverses œuvres architecturales, pétrographiques, textiles, céramiques et sculpturales à Paracas, dans le département de Ica, à Chavín (es) dans le nord du Pérou, ainsi qu'à Tiwanaku, dans l'actuelle Bolivie. On en a également trouvé en Équateur, en Argentine et au Chili.
De fait, un temple pré-inca du nord du Pérou, dans le complexe archéologique de Ventarrón (es) (district de Pomalca (es), province de Lambayeque) possède la forme de chacana la plus ancienne identifiée à ce jour. L'ancienneté de ce temple n'a pas pu être encore exactement déterminée, mais il daterait d'il y a 4 000 à 5 000 ans.
En soi, le symbole est une référence à la Croix du Sud, bien que sa forme évoque également le plan d’une pyramide au centre circulaire, avec ses escaliers sur les côtés. C’est un symbole cosmologique auquel on attribue de fait une signification très similaire. La chacana n'est pas simplement un motif géométrique, mais représente les liens très étroits qui unissent le ciel et la terre.